# Marx spöken
Marx spöken (franska: Spectres de Marx) är en bok av den franske filosofen Jacques Derrida, utgiven 1993. Boken grundar sig på två föredrag som Derrida höll tidigare samma år vid en konferens på temat "Marxismens framtid" vid University of California i Riverside i Kalifornien. Denna konferens tillägnades den sydafrikanske kommunistiske politikern Chris Hani som mördades några dagar innan konferensen hölls.
Bokens titel alluderar på inledningsmeningen i Karl Marx och Friedrich Engels skrift Det kommunistiska partiets manifest från 1848: "Ett spöke går runt Europa – kommunismens spöke". Marx spöken utgavs ursprungligen fyra år efter Berlinmurens och kommunismens fall 1989. En av Derridas huvudpoänger med boken är att vi inte är färdiga med Marx kritik av den globala kapitalismen.
Derrida lanserar i boken uttrycket hantologie, som är en portmanteau av de franska orden hanter, "hemsöka", och ontologie, "läran om tillvaron". Derrida formulerar begreppet hantologie utifrån trace och différance. Derridas bok handlar till stor del om kommunismens förmenta död efter Sovjetunionens fall; särskilt reagerar Derrida på den amerikanske statsvetaren Francis Fukuyamas påstående att kapitalismen slutgiltigt har segrat över övriga politisk-ekonomiska system och nått "historiens slut". Fukuyama menar med detta att människans ideologiska utveckling har nått sin slutpunkt och att den västerländska typen av liberal demokrati utgör den slutgiltiga förebilden för mänsklighetens samhällsskick. För Derrida fortsätter dock kommunismen att "hemsöka" nutiden; även om kommunismen har försvunnit i sin ursprungliga form, fortsätter den att implicit existera i människors sinnen.
Marx spöken innehåller bland annat noggranna textanalyser av arbetena Den tyska ideologin (1846) och Louis Bonapartes adertonde brumaire (1852). Derrida vägrar till exempel att erkänna Marx tanke att ideologin kan ersättas av den historiska materialismen.